# Are Strandli
Are Strandli, né le 18 août 1988 à Stavanger, est un rameur norvégien.

## Palmarès

### Jeux olympiques
- 2012 à Londres, (Royaume-Uni)
  - 9e en deux de couple poids légers
- 2016 à Rio de Janeiro, (Brésil)
  -  Médaille de bronze en deux de couple poids légers

### Championnats du monde
- 2013 à Chungju, (Corée du Sud)
  -  Médaille d'or en deux de couple poids légers
- 2014 à Amsterdam, (Pays-Bas)
  -  Médaille de bronze en deux de couple poids légers
- 2015 à Aiguebelette, (France)
  -  Médaille de bronze en deux de couple poids légers

### Championnats d'Europe
- 2013 à Séville, (Espagne)
  -  Médaille d'argent en deux de couple poids légers
- 2014 à Belgrade, (Serbie)
  -  Médaille de bronze en deux de couple poids légers
- 2015 à Poznań, (Pologne)
  -  Médaille de bronze en deux de couple poids légers
- 2016 à Brandebourg-sur-la-Havel, (Allemagne)
  -  Médaille de bronze en deux de couple poids légers
- 2018 à Glasgow, (Royaume-Uni)
  -  Médaille d'or en deux de couple poids légers